# The WELL
The WELL (англ. The Whole Earth ’Lectronic Link — «всепланетная электронная связь») — одно из старейших сетевых сообществ, основанное в 1985 году, и действующих по состоянию на 2010-е годы. Первой коммуникационной платформой были BBS, к которым участники подключались по технологии коммутируемого доступа через телефонные линии. По состоянию на 2012 год в сообществе состояло 2693 члена. Некоторые ведущие члены сообщества, в том числе Йон Лебковски (англ. Jon Lebkowsky), Говард Рейнгольд, Стюарт Бранд, считаются «диджерати» — элитой компьютерной индустрии и сетевых сообществ.